# 3-тя гвардійська танкова армія (СРСР)
Тре́тя гварді́йська та́нкова а́рмія (3 гв. ТА) — гвардійська танкова армія у складі Збройних сил СРСР з 14 травня 1943 по червень 1945. Після завершення Другої світової війни знаходилася на території Східної Німеччини у складі Групи Радянських військ у Німеччини.

## Командування
- Командувачі:
  - генерал-лейтенант танкових військ, з 30 грудня 1943 генерал-полковник танкових військ Рибалко П. С. (травень 1943 — до кінця війни).